# مانتادور (داکوتای شمالی)
مانتادور(به انگلیسی: Mantador) شهری در ایالت داکوتای شمالی کشور ایالات متحده آمریکا است که جمعیت آن در سرشماری سال ۲۰۱۰ میلادی، ۶۴ نفر بوده‌است.